# Herbert Walås

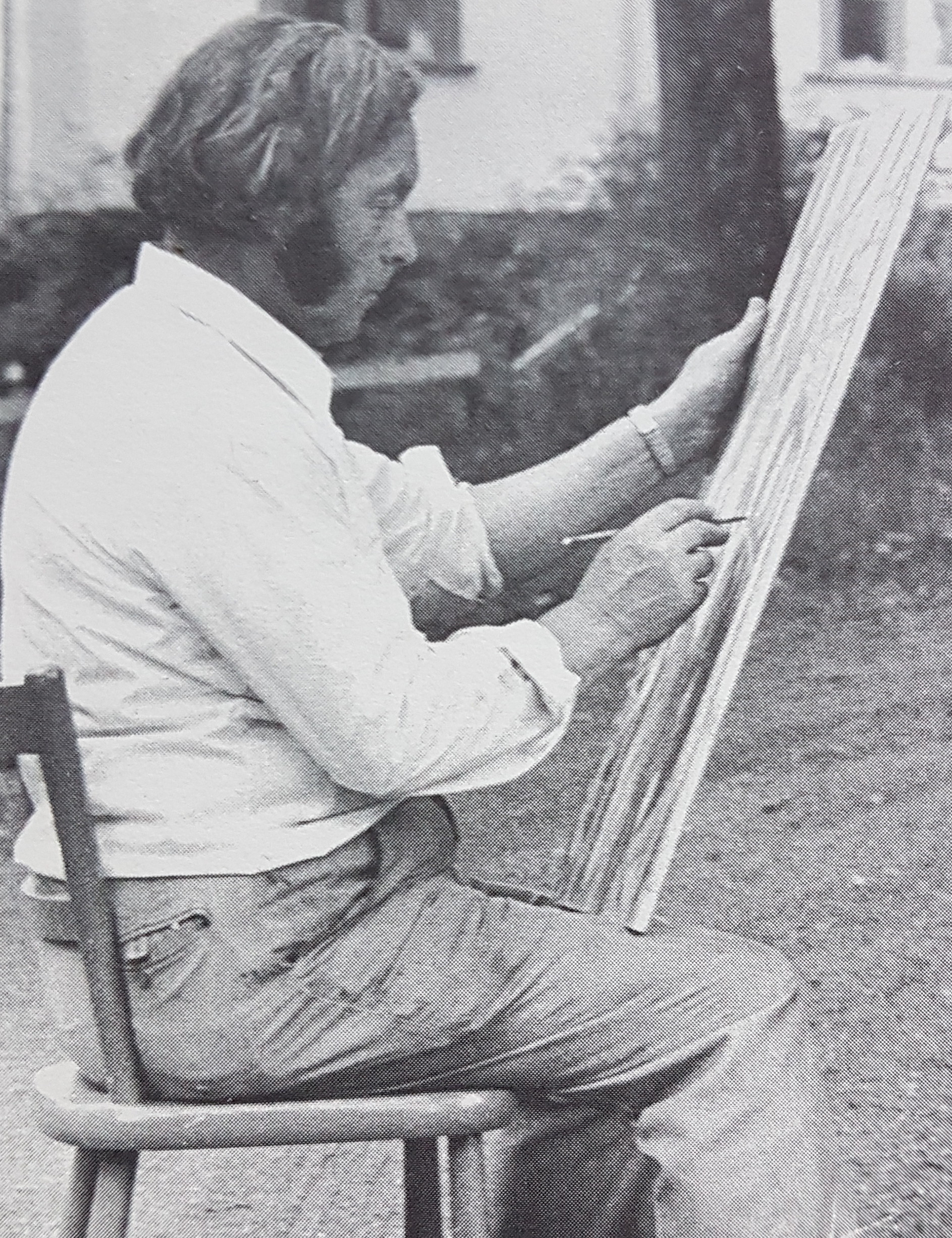
Herbert Walås

Herbert Anders Walås (fram till 1944 Andersson), född 19 februari 1912 i Karlskoga, död 12 januari 2003, var en svensk målare, tecknare och skulptör.
Han var son till snickarmästaren Leonard Andersson och Emma Andersson, och från 1943 gift med läraren Dagmar Walås. Walås utbildade sig till dekorationsmålare i Karlskoga. Han studerade därefter för Edvin Ollers vid Tekniska skolans aftonkurser i Stockholm, Edward Berggrens målarskola 1935-1936, Tekniska skolan 1936-1937 och vid Otte Skölds målarskola 1937, Konsthögskolan 1938-1944. Från Konstakademien tilldelades han Carl Larssons stipendiet 1940 och Deverthska kulturstiftelsens  stipendium 1977. Efter studierna har han genomfört studieresor till Italien 1950, Tyskland 1952 och 1953.
Separat ställde han ut i Bofors, Ljungbro, Växjö, på Liljeholmens folkhögskola samt ett flertal gånger i Karlskoga. Han ställde ut på Karlskoga konsthall tillsammans med Bernt Johansson 1957 och i samband med minnesutställningen över Herman Södersten 1935. Han har medverkat i Värmlands konstförenings utställningar i Karlstad och Örebro läns konstförenings utställningar i Örebro dessutom har han deltagit i Unga tecknare på Nationalmuseum och Sveriges allmänna konstförenings Vårsalong i Stockholm. 
Bland hans offentliga arbeten märks utsmyckning för Karlskoga stadshus, Nämndhuset i Degerfors, verket Besök i negerbyn i Åseda skola, fem målningar inspirerade av värmländska diktare vid Parkskolan i Degerfors, målningen Jesus kallar lärjungar för församlingshemmet i Karlskoga, målningar, glasfönster och ett järnsmide för Baptistkyrkan i Gröndal Stockholm, målningen Emmuslärjungar i en kyrksal i Gubbängen,  och en väggutsmyckning i Cloettas aula i Ljungbro. För baptiströrelsen utförde han en svit illustrationer till bokverket Sveriges frikyrkohistoria som publicerades 1948. 
Hans konst består av blandade motiv i interiörer, stilleben människotyper och landskapsskildringar utförda i olja, gouache, akvarell, träsnitt eller pennteckning. Han har i stor utsträckning ställt sin konst i den frireligiösa förkunnelsens tjänst framför allt i form av dekorativa utsmyckningar och glasfönster. 
Walås är representerad i Örebro läns museum, Göteborgs museum, Regementet I 3:s konstsamling, H.M. Konungens samling, Statens konstråd, Karlskoga folkhögskola samt Karlskoga kommun.
Dagmar och Herbert Walås donerade 1995 drygt 4 000 bilder, Herberts livsverk, till Karlskoga kommun.